# Raúl Chávez
Raúl Chávez de la Rosa (* 4. März 1939 in Charcas, San Luis Potosí; † 4. November 2010 in Monterrey, Nuevo León) war ein mexikanischer Fußballspieler auf der Position eines Stürmers. Bekannt war Chávez auch unter dem Spitznamen El Diablo (deutsch Der Teufel), den er wegen seiner unnachahmlichen Dribblings und Täuschungsmanöver – sogenannten Diabluras (Teufeleien) – erhielt.

## Leben

### Verein
Seinen ersten Profivertrag erhielt Chávez de la Rosa beim Club Oviedo, für den er in den Spielzeiten 1958/59 und 1959/60 in der seinerzeit noch zweitklassigen Segunda División spielte. Sein Talent blieb auch dem Ligarivalen CF Monterrey nicht verborgen, der in der Saison 1959/60 die Zweitligameisterschaft gewann und in die höchste Spielklasse zurückkehrte. Auf der Suche nach Verstärkungen für die Erstliga-Saison 1960/61 verpflichtete er unter anderem auch Chávez de la Rosa, der bis zum Ende seiner Profilaufbahn in der Saison 1968/69 bei den Rayadas unter Vertrag stand.

### Nationalmannschaft
Im März 1963 bestritt Chávez 2 Einsätze für die mexikanische Fußballnationalmannschaft, die beide mit einem für „El Tri“ enttäuschenden Ergebnis endeten. Bei seinem Debüt am 24. März 1963 unterlag Mexiko der Fußballnationalmannschaft der Niederländischen Antillen mit 1:2 und sechs Tage später kam man über ein 0:0 gegen Costa Rica nicht hinaus.
Im Oktober 1964 gehörte Chávez zum Aufgebot der mexikanischen Olympiaauswahl, für die er alle drei Begegnungen beim olympischen Fußballturnier bestritt.

## Trivia
Chávez war einer von 5 Gastspielern, die den damaligen mexikanischen Meister Deportivo Guadalajara auf seiner großen Europatournee im April und Mai 1964 begleitete und er erzielte am 9. Mai 1964 das Siegtor zum 1:0 gegen den OSC Lille.